# Marte Olsbu Røiseland
Marte Olsbu Røiseland (n. 7 decembrie 1990, Arendal, Aust-Agder, Norvegia) este o biatlonistă ce a reprezentat Norvegia, medaliată olimpică. A participat la 2 ediții ale Jocurilor Olimpice (2018, 2022) în care a câștigat trei medalii de aur, două medalii de argint și două medalii de bronz.